# Humor
Humor er evnen til at opfatte noget som morsomt. Humor er muligheden for mennesker, objekter eller situationer for at fremkalde latter eller vække en følelse af morskab. Begrebet omfatter enhver underholdning eller menneskelig kommunikation, som vækker de følelser, eller gør at mennesker ler eller føler sig lykkelige.
Hvad der er sjovt, afhænger af modtagerens kultur, alder, uddannelse, intelligens og ikke mindst af den sammenhæng, det sjove præsenteres. Humor skal reflektere eller imitere virkeligheden i en udstrækning, som modtageren kan identificere sig med. Nogle træk i humor er fælles for mange kulturer og folkeslag, men mange kulturer eller subkulturer har deres egen humor.
En populær form for komik er stand-up komik. Kendteste alvorlige danske humorister er Benny Andersen, Holberg, H.C. Andersen, Storm P., Finn Søeborg og Willy Breinholst. Victor Borge blev omtalt som verdens morsomste mand  og var snarere humorist end komiker. 
Humor eller gråd er metoder til at møde og overleve uovervindelige problemer. Hvis man ikke kan le af problemerne, skal man græde. Det er også omvendt: Stor sorg kan først bearbejdes ordentligt, når humoren tager over. Det er den klassiske sammenhæng mellem tragedie og komedie:
Den, der kun tager spøg for spøg, og alvor kun alvorligt, han og hun har faktisk fattet begge dele dårligt, lyder det i et af Piet Heins mange gruk. (En dygtig taler defineres humoristisk som en, der kan holde en hel tale uden at citere Piet Hein.)

## Definitioner
Den russiske filosof Vladimir Solovjov  gik i rette med Aristoteles for at have kaldt mennesket et zoon politikon (et samfundsindstillet dyr). Solovjov indvendte, at mennesket er zoon gelastikon (et leende dyr). Vi er havnet i en verden uden overensstemmelse mellem det, mennesket vil, og det, der kan lade sig gøre. Mens andre dyr indretter sig efter virkeligheden, bruger mennesket tragedie og humor, når det indretter sig. Det skaber filosofi, digte, og det ler. Arthur Koestler definerer humor som en kortslutning mellem det tragiske og det trivielle.
Mel Brooks definerede forskellen mellem tragedie og komedie:
Når en mand glider i en bananskræl, falder ned i et hul og slår sig ihjel, er det komedie, men når jeg skærer mig i fingeren, er det tragedie.

## Humor i norrøn tid
I norrøn tid havde man sans for satire, ordspil og galgenhumor. Af islandske ættesagaer ses, at latterliggørelse af nogen kunne være lige så effektivt som at drage sit sværd. Den, der blev til grin, måtte gribe til gengældelse for at komme ud af det med sin ære i behold. I sagen om Torsten den Hvide fortælles det, at han blev til grin, fordi han fik skørbug og holdt sengen på en rejse fra Island til Norge. Einar lavede nogle nidvers om det; de er gået tabt. Hjemme på Island opsøgte Torsten Einar og forlangte penge af ham som oprejsning for at være gjort til grin. Da Einar ikke ville betale, dræbte Torsten ham med sit sværd.
I Njáls saga kap. 77 er humoren lige så barsk. Gunnars fjender nærmede sig hans hjem om natten, usikre på om han nu også var hjemme på Lidarende. Torgrim Nordmand klatrede op på husets tag. Gunnar lå og sov på loftet, men vågnede og fik øje på en rød kjortel uden for vinduesgluggen. Han stak så med sit hugspyd midt på manden. Torgrim mistede fodfæstet, tabte sit skjold og faldt ned. Han stavrede hen, hvor de andre sad og ventede og spurgte ham: "Er Gunnar så hjemme?" Torgrim svarede: "Det ved jeg ikke. Men hans spyd, det var hjemme." Så faldt han død om.
I Olav Tryggvasons saga, kap. 42, havde Håkon jarl sat sig på en træstamme med mænd fra sit følge. Nærmest jarlen sad lendmanden Gissur fra Valdres, prægtig klædt. Pludselig faldt han død om, ramt af en pil skudt ude fra fjendens skib. Nogle mænd undersøgte skibet og fandt Håvard Huggende på knæ, for fødderne var hugget af ham; men han holdt sin bue i hånden og spurgte: "Hvem faldt af træstammen?" De sagde, det var Gissur. "Da var mit held mindre end ønsket." "Uheldet var ellers stort nok," sagde Gissurs fæller, "og du skal ikke få flere gjort." Så dræbte de ham.
I kongesagaerne fra 1200-tallet er der en del selvironi; de kunne også le af sig selv. Efter at nogle af hans mænd var faldet, holdt kong Sverre tale for sine krigere: "Hold modet oppe, I brave karle, selv om vi har fået nogle slag. Men: 'Sådan går det til søs,' sagde sælhunden, han fik et skud i øjet." 

## Sort Humor
Sort humor er morbid humor: "Hvad er blandede følelser?". Svaret lyder: "At se svigermor køre ud over en afgrund i din nyeste bil."

## Crazy humor
I 1954 udgav Hans Reitzels Forlag et satirisk leksikon PERPleksikon. Redaktørerne kaldte sig "Abraham, Isak & Jacob Dinesen", men i virkeligheden var det Henning Fonsmark og Hans Reitzel selv. Her forklarede de ordet "demokrati" som "folkestyre, folkedemokrati = folkefolkestyre" og parodierede sprogstriden i Norge: "Norsk film eftersynkroniseres med ni dialekter". Politiken hævdes at udkomme "som tillæg til Nu, Lyt, Magasinet, Motornyt, Huset i haven, Haven omkring huset, Køkkenet i huset," og Politikens Forlag at udgive "en serie af stribede og skotskternede håndbøger som bl.a. 'Fugle i farver', 'Fisk i farver', 'Insekter i farver' etc. Forlagsleder: Bo Bramsen i farver." 
Monty Python slog op på absurd komik som Hitler på bed and breakfast-ferie i England.

## Subkultur humor
Nogen humor forudsætter subkulturel forkundskaber, fx:
Det er latterligt at påstå, at computerspil påvirker børn!
Hvis fx Pac-Man havde påvirket børn født i 1980'erne, ville vi i dag have en gruppe unge, springende rundt i mørke rum og spise piller, mens de lytter til monoton og ensformig musik.
For at finde eksemplet morsomt, forudsætter det kendskab til computerspilet Pac-Man, ravemusik og den politiske opfattelse om computerspils negative indflydelse på børn.

## Værktøjer til humor
Komikeren Rowan Atkinson har beskrevet komikerens (især visuelle) virkemidler i tv-serien Funny Business:
- Reference – Brugen af en genkendelig fysisk eller social fremtræden eller egenskab

- Overdrivelse – Overdrivelse af størrelse, placering, adfærd, relevans eller fysiske egenskaber, herunder ironi

- Metafor – Karakteristika ved et objekt overføres på et andet objekt, der som oftest er urelateret

- Farce – Usandsynlig og absurd fremstilling af et emne

- Timing – Det tempo hvormed humoren formidles